# Kuk (Chorwacja)
Kuk – wieś w Chorwacji, w żupanii karlowackiej, w gminie Cetingrad. W 2011 roku liczyła 2 mieszkańców.